# Bidessus rothschildi
Bidessus rothschildi är en skalbaggsart som beskrevs av Régimbart 1907. Bidessus rothschildi ingår i släktet Bidessus och familjen dykare. Inga underarter finns listade i Catalogue of Life.